# Diospyros amboinensis
Diospyros amboinensis är en tvåhjärtbladig växtart som beskrevs av Bakh. Diospyros amboinensis ingår i släktet Diospyros och familjen Ebenaceae. Inga underarter finns listade i Catalogue of Life.